# 小平郵便局
小平郵便局（こだいらゆうびんきょく）は東京都小平市にある郵便局。民営化前の分類では集配普通郵便局であった。

## 概要
住所：〒187-8799 東京都小平市小川東町5-16-1

### 併設施設
- ゆうちょ銀行小平店（本店小平出張所）：取扱店番号004990

### 分室
分室はなし。過去に存在した分室は以下のとおり。
- 西町分室 - 当局が開局する前は、国分寺郵便局小川分室だった。1967年（昭和42年）に廃止された。

## 沿革
- 1963年（昭和38年）12月2日 - 小平郵便局[1]として、小平市学園西町に開局。国分寺郵便局から集配業務の一部と小川分室（同日、西町分室に改称）を移管[2]。
- 1967年（昭和42年）1月16日 - 西町分室を廃止。取扱事務は、同日新設された小平小川西郵便局に承継された。
- 1980年（昭和55年）11月3日 - 小平市学園西町二丁目から、同市小川東町に局舎を新築、移転。
- 1996年（平成8年）7月1日 - 外国通貨の両替および旅行小切手の売買に関する業務取扱を開始。
- 2007年（平成19年）10月1日 - 民営化に伴い、併設された郵便事業小平支店、ゆうちょ銀行小平店に一部業務を移管。
- 2012年（平成24年）10月1日 - 日本郵便株式会社発足に伴い、郵便事業小平支店を小平郵便局に統合。

## 取扱内容

### 小平郵便局
- 郵便、印紙、ゆうパック、内容証明
- 生命保険、バイク自賠責保険、自動車保険、がん保険、引受条件緩和型医療保険
- 小平市内の集配業務
- ゆうゆう窓口

### ゆうちょ銀行小平店
- 貯金、貸付、為替、振替、振込、国際送金、外貨両替、トラベラーズチェック、国債、投資信託、変額年金保険
- ATM

## 周辺
- 国立精神・神経医療研究センター
- ブリヂストン 東京工場・技術センター
- 第一屋製パン 本社・小平工場

## アクセス
- JR武蔵野線 新小平駅から徒歩約8分
- 西武多摩湖線 青梅街道駅から徒歩約12分、西武拝島線・国分寺線 小川駅から徒歩約16分
- 都営バス、西武バス 新小平駅停留所下車
- 中央自動車道 国立府中ICから北へ約9km
- 駐車場あり：9台